# Christopher Ellery
Christopher Ellery (ur. 1 listopada 1768 w Newport, zm. 2 grudnia 1840 w Middletown w stanie Rhode Island) – amerykański prawnik i polityk związany z Partią Demokratyczno-Republikańską.
W latach 1801–1805 reprezentował stan Rhode Island w Senacie Stanów Zjednoczonych.